# كفر منصور (المنوفية)
كفر منصور إحدى قرى مركز أشمون التابع لمحافظة المنوفية بجمهورية مصر العربية.

## السكان
بلغ عدد سكان كفر منصور 7,088 نسمة، حسب الإحصاء الرسمي لعام 2006.